# ダニロ・トゥルシオス
ダニロ・トゥルシオス（Danilo Elvis Turcios Funez、1978年5月8日 - ）は、ホンジュラスの元サッカー選手。元ホンジュラス代表。ポジションはミッドフィールダー。

## 経歴
1999年にホンジュラス代表デビュー。コパ・アメリカ2001では全6試合に出場し、3位となる。2005 CONCACAFゴールドカップでは準々決勝で1得点を決め、チームもベスト4となった。7大会ぶりの出場となった2010 FIFAワールドカップのメンバーにも選ばれ、2試合に出場した。ホンジュラス代表として通算85試合に出場、7得点をあげた。

## 代表歴

### 出場大会
- ホンジュラス代表
  - 2010 FIFAワールドカップ

### 試合数
- 国際Aマッチ 85試合 7得点（1999年-2010年）[1]

| ホンジュラス代表 | 国際Aマッチ | 国際Aマッチ |
| 年               | 出場        | 得点        |
| ---------------- | ----------- | ----------- |
| 1999             | 2           | 0           |
| 2000             | 14          | 2           |
| 2001             | 17          | 2           |
| 2002             | 3           | 0           |
| 2003             | 6           | 1           |
| 2004             | 4           | 1           |
| 2005             | 6           | 1           |
| 2006             | 0           | 0           |
| 2007             | 3           | 0           |
| 2008             | 10          | 0           |
| 2009             | 13          | 0           |
| 2010             | 7           | 0           |
| 通算             | 85          | 7           |